# Preon
Preon är en beteckning för en punktliknade ny elementarpartikel, som föreslås utgöra mindre beståndsdel i kvarkar och leptoner. Abdus Salam och Jogesh Pati var först med att postulera deras existens 1974.
Förslaget är ett av flera som bidragit till idén om kvarkars delbarhet. Intresset för preoner var som störst på 1980-talet, men ännu har inga experiment påvisat evidens deras existens. Intresset har gradvis svalnat och teoretiska motiveringar för dem ifrågasatts, men intresset kan komma att vända, Large Hadron Collider (LHC) skulle närsomhelst kunna upptäcka tecken på en substruktur, preoner.

## Bevekelsegrunder
Preonteori motiveras av en önskan om att hitta grundläggande förklaringar till det stora antal konstanter i standardmodellen.
Preonforskning motiveras också av en önskan att efterbekräfta redan kända fakta (retrodiktion), vilket innefattar att
- minska det stora antalet partiklar. Många som skiljer sig endast i laddning, ska reduceras till ett mindre antal av mer grundläggande partiklar. Till exempel är elektron och positron identiska med undantag för laddning och preonforskning motiveras av att förklara att elektroner och positroner består av liknande prioner, medan relevant skillnad tillskrivs laddning. Förhoppningen är att reproducera den reduktionistiska strategi som fungerade för det periodiska systemet av grundämnen.
- förklara de tre generationerna av fermioner.
- beräkna parametrar som för närvarande inte förklaras av Standardmodellen. Det avser partiklars massor, elektrisk laddning och färgladdning, och minska antalet experimentella inparametrar som standardmodellen kräver och inte kan förklara.
- motivera mycket stora skillnader i energi/massor. Det har observerats hos förment grundläggande partiklar, från elektronneutrinon till toppkvarken.
- ge alternativa förklaringar till det elektro-svaga symmetribrottet. Det ska ske utan att åberopa något higgsfält, vilket i sin tur eventuellt behöver en supersymmetri att rätta till teoretiska komplikationer som följer med Higgs-fältet. Supersymmetri har teoretiska problem i sig.
- kompensera för neutrinooscillationer och massa.
- kunna göra nya icke-triviala förutsägelser. Till exempel för att om möjligt få fram kall mörk materiekandidater.
- förklara varför det existerar endast det observerade antalet partikelslag, d.v.s. inte något annat och att reproducera endast dessa observerade partiklar (eftersom förutsägelsen av icke-observerade partiklar är ett av de största teoretiska problemen, som till exempel med supersymmetri).
- reda ut om inte begreppet svart hål bör ersättas av grå bubblor. Svenska forskare vid Luleå tekniska universitet har föreslagit att preoner skulle kunna lösa myten med så kallade supermassiva svarta hål inom kosmologin.[3]

## Förhistoria: innan kvarkar kom upp
Flera fysiker har försökt att utveckla en teori om "pre-kvarkar" (som beteckningen preón härrör från)  i försök att teoretiskt rättfärdiga de många delar av standardmodellen, som är kända endast från experimentella data.
Andra uttryck som har använts för dessa förslag till fundamentala partiklar (eller partiklar som ligger mellan flertalet fundamentala och de som observerats i standardmodellen) omfattar förkvarkar, subkvarka, maones, alfoner, Quinks, rishoner, tweedlar, heloner,  haploner och Ypartiklar.
Rishon-modellen är ett genomarbetet försök att ta fram en modell för hur preoner kan förklara vissa udda fenomen som dykt upp i standardmodellen för partikelfysik. Haim Harari och Michael A. Shupe var de som oberoende av varandra föreslog modellen, som senare utvidgades av Harari och hans dåvarande doktorand Nathan Seiberg.

## I populärlitteraturen
Liknande materiestrukturer har lockat flera science fictionförfattare till spekulationer:
- James P. Hogans roman "Voyage from Yesteryear" diskuterar preoner (som kallas tweedles), vars fysik blev centrala för intrigen. Hogans "tweedle"-fysik var klart hämtad från Rishon-modellen.
- I Olaf Stapledon science fiction-roman  Last and First Men (1931), en historia om den mänskliga rasens utveckling under kommande två miljarder år, får de mycket avancerade framtida civilisationerna Femte människorna och de 18:e människorna sitt energibehov från  sub-eterisk energi, dvs. den systematiska växelverkan och ömsesidiga annihilationen av partiklar.
- I romanversionen av Star Trek II – Khans vrede, skriven av Vonda McIntyre, studeras sub-elementära partiklar kallade "boojums" och "snarks", inom ett område, som de inblandade skämtsamt benämner "kindergarten fysik" för att det är lägre än "elementary" (skolnivå).